# 特務機関NERV防災アプリ
特務機関NERV防災アプリ（とくむきかんネルフぼうさいアプリ、英語：NERV Disaster Prevention App）は、ゲヒルン株式会社が開発・提供する、地震・津波・噴火・特別警報の速報や洪水や土砂災害といった防災気象情報を配信する、スマートフォン用の無料アプリ。
ITエンジニアで、法人向けの情報セキュリティサービスを提供する、実在のゲヒルン株式会社の創業者である石森大貴が、創業直前の2010年2月に個人で始めたTwitter（現・X）アカウント「特務機関NERV」を端緒とする。

## Xアカウント
石森が元々アニメ『新世紀エヴァンゲリオン』のファンで、この中に登場する組織「特務機関NERV」のように、敵（危険）の襲来を知らせる警報を発令するTwitterアカウントとして運用を始め、自身の技術を生かして自動ツイート（投稿）を行うようになった。元々は個人的な趣味の延長で片手間程度に運用するつもりだったが、東日本大震災で宮城県石巻市の実家が津波によって全壊したうえ、親戚や友人を多くなくしたことをきっかけに、節電を呼びかける「ヤシマ作戦」の拡散を主導するなど、ゲヒルンの防災アカウントとして本格運用を行うこととなった。
その後、Twitterアカウントの自動化に取り組み、2013年9月には情報発信速度の向上を目指して災害情報共有システム（Lアラート）との接続を実現したうえ、気象庁（正確には気象業務支援センター）との間に専用回線を接続して気象情報を受信してから1秒以内に発信できるように取り組んだ結果、2018年の大阪府北部地震では日本気象協会の地震速報アカウントや日本放送協会 (NHK) の速報配信よりも早いツイートを実現している。2019年6月には、ゲヒルンが気象庁から予報業務許可事業者（地震動・許可番号第214号）の許可も受けている。
特に宣伝活動はしていないが、情報の信頼性や速報性の高さや口コミの効果で認知度が高まり、フォロワーは増加。2024年1月の時点でのフォロワーは200万人である。
2023年に入り、イーロン・マスクによるTwitterの買収以降のTwitter経営者の交代などに伴う仕様変更により、APIのレート制限が厳格化され、停電や避難情報などといった防災情報を頻繁に投稿するのが困難になったとして、X（旧・Twitter）での活動を縮小し、後述のスマートフォン向け防災アプリやActivityPubでの発信に切り替えることを同年8月7日に発表した。
2024年1月1日に発生した令和6年能登半島地震では上記のAPI制限により一時自動投稿が規制されたが、X社がPublic Utilities App（公共アプリ）への登録を緊急的に行ったため自動投稿を再開した。

## スマートフォンアプリ版
スマートフォン向けアプリは、気象庁が提供する「大雨・洪水警報の危険度分布」に係るプッシュ型通知サービスの協力事業者の一つにゲヒルンが選定されたことを受けて開発され、2019年9月1日（防災の日）にiOS版、同年12月18日にAndroid版の提供を開始したものであり、これまでTwitterで提供していた情報のプッシュ通知に加え、気象庁による協力のもとで位置情報を反映した大雨危険度通知機能を有する。視認性に配慮されたフォントや配色、独自画像を用いていることも特徴の一つであるが、これは石森自身が色覚異常の当事者であることも理由であるという。また、データ通信にクラウドシステムを活用することにより、本当に必要なときにアクセス過多でシステムがダウンしないように配慮されているという。
防災アプリ事業には既にNHKやLINEヤフー（旧：ヤフー）などの大手企業が参画しており、本アプリは後発での参加であったが、iOS版のリリースから3か月で40万回以上のダウンロードを記録している。

## マストドン
マストドンはActivityPubにより、より細かな情報を提供するために提供され、リモートフォローを行うことによって利用可能である。中心的なアカウント @UN_NERV を起点として各地方等に分散されたアカウントがブーストする形でサービスを提供している。

## サポーターズクラブ
2020年9月1日からサポーターズクラブを開始。サポーターズクラブにはEプランとEEプランの二種類が用意されている。Eプランは月額250円、EEプランでは月額450円となっており、Eプランでは地点登録数の増加、デジタル会員証、アーリーアクセス（新機能を先行利用できる）の特典があるほか、EEプランでは会員限定コンテンツの閲覧も可能になる。

## 権利
東日本大震災の時期に、『エヴァンゲリオン』シリーズの著作権を侵害しているという声を受け、「特務機関NERV」の名称およびロゴマークについて『エヴァンゲリオン』シリーズの著作権を管理する株式会社グラウンドワークスから、「公認・非公式」という形で許諾を得ている。